# Personaggi di My Little Pony - Equestria Girls
Questa è una lista dei personaggi principali e secondari dell'universo animato di My Little Pony - Equestria Girls, comprendente diversi lungometraggi, mediometraggi e cortometraggi animati pubblicati a partire dal 2013 tramite distribuzione cinematografica, televisiva e in streaming, in parallelo allo sviluppo dell'omonima serie di giocattoli Hasbro, spin-off della serie animata televisiva My Little Pony - L'amicizia è magica, andata in onda a partire dal 2010 come "quarta generazione" del franchise degli anni 1980 My Little Pony.
Il mondo narrativo di Equestria Girls nasce come estensione dell'universo della serie principale, il quale — abitato principalmente da pony (di una delle tre razze principali: di terra, pegaso o unicorno) e ambientato principalmente nel regno di Equestria — viene reimmaginato in una versione più vicina al mondo reale, ambientato da esseri umani e dotato della tecnologia odierna nella sua interezza. Di conseguenza, molti personaggi della serie (tra cui le protagoniste) sono una versione antropomorfizzata di personaggi (perlopiù pony) della serie principale, da cui ereditano il nome, il carattere e il variopinto colore della pelle, benché ai fini narratologici costituiscano personaggi distinti (il mondo stesso è infatti collocato in una dimensione parallela rispetto a Equestria).
I personaggi terziari che sono semplici controparti di abitanti di Equestria sono stati omessi dalla lista. Per un catalogo più esteso, vedi anche Personaggi di My Little Pony - L'amicizia è magica.

## Personaggi principali
I seguenti personaggi costituiscono il cast centrale della serie, essendo presenti con ruolo di protagonisti nella maggioranza dei film ed episodi speciali dell'universo narrativo.
Tutte le protagoniste posseggono in sé una forma di magia di Equestria che permette loro di assumere una "forma pony" in determinate circostanze. Nel caso di Applejack, Fluttershy, Pinkie Pie, Rainbow Dash e Rarity, questa facoltà ha inizio a partire dallo scontro con Sunset Shimmer; nel caso di Sunset Shimmer, a partire dalla fine della Battaglia delle band; e nel caso di Twilight Sparkle, a partire dallo scontro con Gloriosa Daisy.
In questa forma, le orecchie delle ragazze assumono una forma da pony, e i loro capelli si allungano visibilmente in modo da dare l'impressione di vere e proprie "code di cavallo". Inoltre, Fluttershy, Rainbow Dash e Twilight Sparkle acquistano un paio d'ali, in analogia alle loro controparti pony.
A partire dal loro soggiorno al campeggio Everfree le protagoniste ottengono ulteriori poteri catalizzati da altrettante pietre magiche, rinvenute inizialmente da Gloriosa Daisy in una cava di pietra abbandonata e successivamente tramutatisi in medaglioni che le protagoniste iniziano a indossare regolarmente dopo il loro scontro con Juniper Montage.

### Rainbooms
The Rainbooms
Il nome del gruppo musicale che comprende le protagoniste di Equestria Girls, ossia le versioni umane di Applejack, Fluttershy, Pinkie Pie, Rainbow Dash e Rarity, oltre a Princess Twilight Sparkle (temporaneamente), Sunset Shimmer (a partire dalla fine di Rainbow Rocks) e la Twilight umana (dopo Friendship Games). Le Rainbooms sconfiggono in un duello musicale le Dazzlings, vincendo la Battaglia delle band, e successivamente rivaleggiano con quattro Shadowbolt per un premio al miglior video musicale (per poi vincerlo collettivamente a seguito di un'alleanza). Suonano inoltre in un concerto di beneficenza per il campeggio Everfree, nella parata di apertura del parco divertimenti "Equestria Land" e durante una crociera su uno yacht durante lo spring break della Canterlot High.

### Applejack
Una ragazza liceale dalla pelle arancione chiaro. Suona il basso elettrico nelle Rainbooms. A partire dalla Battaglia delle Band, Applejack si trasforma nella sua "forma pony" quando dà particolare mostra del suo carattere onesto. Durante il suo soggiorno al campo Everfree, ottiene un geode magico di colore arancione che le conferisce una forza sovrumana quando utilizzato.
La sua parentela (famiglia Apple) comprende la nonna Granny Smith, che lavora alla mensa della Canterlot High, il fratello maggiore Big McIntosh e la sorella minore Apple Bloom. Doppiata da Ashleigh Ball (ed. inglese), Benedetta Ponticelli (ed. italiana).

### Fluttershy
Una ragazza liceale dalla pelle giallo pallido. Lavora come volontaria per un rifugio per animali e porta sempre con sé animali nel suo zaino, benché sia vietato all'interno della scuola. Suona il tamburello nelle Rainbooms. A partire dalla Battaglia delle Band, Fluttershy si trasforma nella sua "forma pony" quando mostra gentilezza a chi ne ha bisogno. Durante il suo soggiorno al campo Everfree, ottiene un geode magico di colore giallo che le conferisce il potere di comunicare con gli animali.
Ha un fratello chiamato Zephyr Breeze. Doppiata da Andrea Libman (ed. inglese), Benedetta Ponticelli (ed. italiana).

### Pinkie Pie
Una ragazza liceale dalla pelle rosa. È la presidentessa del comitato organizzativo degli eventi scolastici. Suona la batteria nelle Rainbooms, anche se è in grado di suonare altri strumenti, tra cui il theremin. A partire dalla Battaglia delle Band, Pinkie si trasforma nella sua "forma pony" quando porta allegria alla gente. Durante il suo soggiorno al campo Everfree, ottiene un geode magico di colore rosa che le conferisce il potere di far esplodere dolcetti e coriandoli quando li lancia.
Sua sorella Maud ha fatto qualche comparsa nella serie, mentre non si sono mai viste le controparti umane di Marble e Limestone Pie. Doppiata da Andrea Libman (ed. inglese), Donatella Fanfani (ed. italiana).

### Rainbow Dash
Una ragazza liceale dalla pelle azzurra. È una ragazza sportiva ed è capitano di molti club sportivi scolastici, gioca a calcio e sa guidare la moto. Suona la chitarra elettrica nelle Rainbooms, di cui è anche stata la cantante principale prima dell'arrivo di Princess Twilight e, in seguito, la Twilight umana. A partire dalla Battaglia delle Band, Rainbow si trasforma nella sua "forma pony" quando mostra il suo carattere leale, ad esempio incoraggiando i compagni di scuola a partecipare ai Chroniathlon. Durante il suo soggiorno al campo Everfree, ottiene un geode magico di colore azzurro che le conferisce il potere di muoversi e agire a una velocità sovraumana.
A oggi Rainbow è l'unica abitante nativa del mondo di Equestria Girls, assieme a Twilight Sparkle, di cui si sappia per certo che ha visitato Equestria. Doppiata da Ashleigh Ball (ed. inglese), Federica Valenti (ed. italiana).

### Rarity
Una ragazza liceale dalla pelle bianca. Il suo senso estetico e la sua fissazione per i vestiti ricalcano quelli della sua controparte pony. Suona il pianoforte e il keytar nelle Rainbooms. A partire dalla Battaglia delle Band, Rarity si trasforma nella sua "forma pony" quando mostra il suo carattere generoso, ad esempio creando e donando vestiti alle sue amiche. Durante il suo soggiorno al campo Everfree, ottiene un geode magico di colore bianco che le conferisce il potere di creare delle lastre di diamante e usarle come barriera.
Ha una sorella minore chiamata Sweetie Belle. Doppiata da Tabitha St. Germain (ed. inglese), Camilla Gallo (ed. italiana).

### Spike il cane
Il cagnolino viola e verde di Twilight Sparkle, omologo di Spike il drago. Oltre alla signorina Cadance, Spike è la cosa più simile a un amico che Twilight possieda durante la sua permanenza alla Crystal Prep Academy. Durante i Chroniathlon, Spike viene colpito da un fascio di magia emanato da Fluttershy, e a partire da quell'istante acquisisce la capacità di parlare. Ha un ruolo rilevante nella battaglia tra Sunset "Daydream" Shimmer e Midnight Sparkle, distraendo quest'ultima nel momento decisivo per permettere a Sunset di colpirla con il proprio raggio luminoso. Doppiata da Cathy Weseluck (ed. inglese), Tania De Domenico (ed. italiana).

### Sunset Shimmer
Un pony unicorno femmina, principale antagonista in My Little Pony - Equestria Girls; il suo cutie mark rappresenta un sole splendente di colore rosso e giallo. Ex-allieva di Princess Celestia, Sunset ha abbandonato Equestria per vivere in un mondo parallelo abitato da esseri umani sotto forma di ragazza. Inizialmente bramosa di potere, viene inseguita da Twilight nel mondo umano dopo averle rubato l'Elemento della magia; trasformata da questo in una creatura demoniaca, viene fermata da Twilight e dalle controparti umane delle sue amiche, che la riportano sulla retta via.
Rimasta nel mondo parallelo come studentessa della Canterlot High School, Sunset riguadagna la fiducia degli altri quando contribuisce a salvare la scuola dalle subdole sirene. Fa poi la conoscenza della controparte umana di Twilight, intenta a studiare la magia di Equestria, e riesce a salvarla quando quest'ultima si impadronisce di lei facendole perdere il controllo. In questa circostanza, sotto l'influenza della magia di Equestria presente nelle sue amiche, Sunset assume temporaneamente una forma angelica che è stata soprannominata "Daydream Shimmer" dallo staff. Durante il suo soggiorno al campo Everfree, ottiene un geode magico di colore rosso che le conferisce il potere di vedere i ricordi e i pensieri delle persone con cui entra in contatto fisico. Assieme a Twilight e alle altre, sventa poi ulteriori minacce causate dalla magia incontrollabile di Equestria, prima impossessatasi di Gloriosa Daisy e quindi di Juniper Montage.
Vittima dell'invidia di Wallflower Blush, che fa scordare all'intera scuola delle sue doti positive, Sunset riesce a riportare la situazione alla normalità grazie all'aiuto di Princess Twilight, Princess Celestia e Trixie l'umana, distruggendo la pericolosa Memory Stone di cui Wallflower s'era per caso impossessata. Doppiata da Rebecca Shoichet (ed. inglese), Marcella Silvestri (ed. italiana).

### Twilight "Sci-Twi" Sparkle
Twilight Sparkle / Midnight Sparkle / "Sci-Twi"
It was a world I understood

I didn't know what I didn't know

And life seemed pretty good.

But now the darkness rises

From somewhere deep inside of me...

Her power overtakes me

Can I keep this midnight from getting free?»
in modo semplice e facile

ed ogni giorno volava

via, nessun problema in me.

Ma ora dal profondo

sta emergendo quell'oscurità.

Mi sento prigioniera:

uscirà la mezzanotte che è dentro me?»
(Twilight a proposito di Midnight Sparkle nella canzone The Midnight in Me.)
Una ragazza liceale dalla pelle viola pallido. Più timida della sua controparte pony, porta i capelli raccolti in un chignon, un fermaglio raffigurante il suo cutie mark, e gli occhiali. Per aggirare la confusione dovuta all'omonimia con Princess Twilight, la Twilight umana è stata talvolta soprannominata Sci-Twi (da science, a motivo dell'interesse di Twilight per le materie scientifiche) nel merchandise ufficiale, anche se il nomignolo non è mai menzionato nella serie. Molto studiosa e portata per le scienze, come la sua versione pony, alla sua prima comparsa non ha però ancora scoperto la magia dell'amicizia.
Frequenta dapprima la Crystal Prep Academy, dove non ha amici all'infuori del suo cagnolino Spike e della signorina Cadance. Viene costretta tramite un ricatto della preside Abacus Cinch a partecipare ai "Chroniathlon" (Friendship Games in originale) presso la Canterlot High, dove incontrerà Sunset Shimmer e le sue amiche. Dopo essere stata corrotta dalla magia che ha involontariamente rubato, si trasforma in una creatura oscura chiamata Midnight Sparkle, dalla pelle viola scuro, gli occhi azzurri e viola, le ali nere e un corno e occhiali azzurri lucenti, ma viene salvata e fatta rinsavire da Sunset Shimmer. Dopo questi avvenimenti, Twilight decide di trasferirsi alla Canterlot High, dove diventerà amica di Sunset e delle altre. Di lì a poco, inoltre, Twilight s'imbatte per la prima volta con la sua controparte pony, con grande sorpresa di quest'ultima.
Durante il suo soggiorno al campo Everfree, ottiene un geode magico di colore viola che le conferisce il potere della telecinesi. All'inizio crede che questi poteri derivino dall'influenza di Midnight Sparkle, ipotesi che la terrorizza al punto da nascondere le sue nuove capacità a tutti i costi, ma alla fine, grazie al supporto delle sue amiche, riesce a vincere la sua parte malvagia e a trasformarsi per la prima volta nella sua "forma pony".
Assieme a Rainbow Dash, è l'unica umana di cui sappiamo per certo essere stata in Equestria.
Ha un fratello maggiore, Shining Armor, che è stato studente alla Crystal Prep Academy e ha partecipato con successo alle precedenti edizioni dei Chroniathlon. Doppiata da Tara Strong (ed. inglese), Emanuela Pacotto (ed. italiana).

## Personaggi secondari
I seguenti personaggi rivestono un ruolo di grande importanza soltanto nell'ambito di singoli film o episodi speciali.

### Abacus Cinch
Preside Abacus Cinch
La severa preside della Crystal Prep Academy e principale antagonista in Equestria Girls - Friendship Games. Tiene molto alla reputazione della scuola e alla propria, motivo per cui costringe la sua migliore allieva, Twilight Sparkle, a prendere parte alle competizioni dei Chroniathlon contro la Canterlot High School. Gioca anche un ruolo primario nel convincere la ragazza a liberare la magia di Equestria da lei inavvertitamente risucchiata dalle altre protagoniste durante i giochi e confinata in un particolare dispositivo, causando la trasformazione di Twilight in Midnight Sparkle e mettendo in grave pericolo il corpo studentesco. Doppiata da Iris Quinn (ed. inglese), Lorella De Luca (ed. italiana).

### Crystal Prep Shadowbolts
La squadra studentesca della Crystal Prep Academy, di cui sono noti i nomi delle sei ragazze che hanno superato le eliminatorie in occasione dei Chroniathlon: Indigo Zap, Lemon Zest, Sour Sweet, Sugarcoat, Sunny Flare e Twilight Sparkle (la ragazza del mondo al di là dello specchio, omonima della protagonista della serie principale).
Qualche mese dopo i Chroniathlon, Lemon Zest, Sour Sweet, Sugarcoat e Sunny Flare entrano in competizione con le Rainbooms per aggiudicarsi il primo premio in un concorso di videoclip musicali, che avrebbe assicurato loro il noleggio di uno yacht dove organizzare un ballo primaverile. Rendendosi conto di avere scarse possibilità di vincere, decidono infine di allearsi con le Rainbooms — a loro volta scoraggiate dalle proprie scarse capacità di ballerine — per ottenere una comune vittoria e spartirsi il premio.
Doppiate da:
Sharon Alexander (ed. inglese) e Francesca Bielli (ed. italiana) (Sour Sweet),
Kelly Sheridan (ed. inglese) e Paola Della Pasqua (ed. italiana) (Indigo Zap),
Shannon Chan-Kent (ed. inglese) e Valentina Pallavicino (ed. italiana) (Lemon Zest),
Sienna Bohn (ed. inglese) e Katia Sorrentino (ed. italiana) (Sugarcoat),
Britt Irvin (ed. inglese) e Tania De Domenico (ed. italiana) (Sunny Flare).

### Dazzlings
The Dazzlings
Un gruppo di tre sirene, Adagio Dazzle, Aria Blaze e Sonata Dusk, principali antagoniste di Equestria Girls - Rainbow Rocks. Sono in grado di aumentare il proprio potere magico assorbendo sentimenti negativi, nonché di ipnotizzare tramite il loro canto. Furono bandite da Equestria da Star Swirl il Barbuto, con l'aiuto degli altri Pilastri, per fermare la devastazione e la zizzania da loro causata nella loro sete di potere.
Ritrovatesi sotto forma di ragazze nel mondo di Equestria Girls, e ormai quasi completamente prive di poteri, le Dazzlings si iscrivono al liceo Canterlot High subito dopo aver captato la magia di Equestria sprigionata dallo scontro tra Twilight Sparkle e Sunset Shimmer durante il ballo autunnale della scuola. Qui iniziano a seminare discordia tra gli studenti, attirando l'attenzione di Sunset Shimmer, che si affretta a mettere Twilight al corrente degli eventi. Quest'ultima, rendendosi subito conto della vera identità delle Dazzlings, si reca alla Canterlot High grazie a un portale da lei stessa costruito.
Nel frattempo, le sirene convincono la preside Celestia a trasformare l'incombente esibizione musicale della scuola in una "Battaglia delle band", animando intanto gli studenti con il desiderio di prevalere sulle altre band, e assorbendo il potere derivante dalla competizione così instaurata. Twilight, riunitasi con le amiche alla Canterlot High, inizia a lavorare a un contro-incantesimo per fermare le sirene, e capisce grazie all'aiuto di Sunset che l'unico modo per farlo è sfruttare proprio la Battaglia delle band; da parte loro, le Dazzlings, al corrente del potere magico insito in Twilight e nelle sue amiche, intendono usare la competizione per impadronirsene, non appena divenute abbastanza potenti. Il confronto tra le due parti consiste in una sfida a colpi di musica alla fine della Battaglia delle band, in cui le protagoniste, grazie all'aiuto di Spike, DJ Pon-3 (umana) e Sunset, riescono a prevalere e a distruggere i medaglioni delle Dazzlings, fonte della loro magia, costringendole a dileguarsi ormai prive di potere e incapaci di cantare.
Le Dazzlings faranno una seconda comparsa in seguito allo "Starswirled Music Festival", dove si esibiranno brevemente su un palco grazie all'aiuto di una traccia. La loro canzone, stando ad Adagio, parla dell'«essere bloccate in questo orribile mondo umano senza magia e senza speranza di far ritorno a Equestria». In quell'occasione, si vede che le sirene posseggono un furgoncino che funge loro da abitazione.
Doppiate da:
Kazumi Evans (ed. inglese) e Debora Magnaghi (ed. italiana) (Adagio Dazzle),
Diana Kaarina (ed. inglese) e Loretta Di Pisa (ed. italiana) (Aria Blaze),
Maryke Hendriske (ed. inglese) e Jolanda Granato (ed. italiana) (Sonata Dusk).

### Flash Sentry
Uno studente della Canterlot High. Appartiene al gruppo dei «rocchettari» della scuola, stando a Fluttershy, e suona la chitarra elettrica. È stato il ragazzo di Sunset Shimmer nel suo periodo "malvagio", per poi lasciarla. Sunset ammetterà in seguito di non aver mai amato Flash, ma di essersi messa con lui solo per diventare più popolare. Princess Twilight s'imbatte in Flash poco dopo il proprio arrivo alla Canterlot High, dove i due si invaghiranno l'uno dell'altra. Flash è però costretto ad abbandonare Twilight dopo aver scoperto le sue vere origini, cosa che avrà difficoltà a superare — specialmente dopo aver conosciuto la controparte umana di Twilight, la quale, al contrario di Princess Twilight, non si dimostra affatto interessata a lui. La stessa Sunset ignorerà i tentativi da parte di Flash di ricominciare una relazione.
Doppiato da Vincent Tong (ed. inglese), Marco Benedetti (prima voce ed. italiana) e Davide Fumagalli (seconda voce)

### Gloriosa Daisy
Una giovane adulta responsabile del campeggio Camp Everfree assieme al fratello minore Timber. Costantemente sotto pressione a causa dei suoi ritardati pagamenti verso la versione umana di Filthy Rich, proprietario del campeggio, Gloriosa fa del proprio meglio per assicurare a tutti i campeggiatori (in particolare, gli studenti della Canterlot High) una settimana più piacevole possibile, nella speranza di lasciar loro una buona impressione e così facendo mantenere alta la popolarità del campeggio. Tuttavia, come Sunset scopre con l'aiuto della versione umana di Twilight, Gloriosa ha rinvenuto in una cava delle pietre magiche che le hanno conferito il potere di controllare la natura, e in particolare far crescere rampicanti controllati dalla sua volontà. Inoltre, si scopre che Gloriosa ha usato questi poteri nel tentativo di favorire l'esperienza dei campeggiatori, e tuttavia, non essendo in grado di controllarli perfettamente, finì invece con il causare solo danni. Quando però Sunset e Twilight esortano Gloriosa ad abbandonare le pietre magiche, troppo pericolose da maneggiare, Gloriosa decide invece di sfruttare appieno il loro potere, portandola ad assumere la forma di una sorta di driade, e a perdere il controllo della propria volontà. In questa forma, Gloriosa crea un'enorme barriera di rampicanti attorno al campeggio, per "proteggerlo" e assicurarsi che non venga mai abbandonato.
Sconfitta dall'azione combinata di Twilight, Sunset e dalle loro amiche, Gloriosa torna infine in sé, e con l'aiuto degli studenti della Canterlot High organizza un evento musicale per sostenere economicamente il campeggio, assicurandone il futuro. Doppiata da Enid-Raye Adams (ed. inglese), Chiara Francese (ed. italiana).

### Juniper Montage
Una ragazza del mondo al di là dello specchio. Nipote e aiutante del regista Canter Zoom, viene colta a sabotare la produzione del suo ultimo film nella speranza di cacciare dal set l'attrice principale, Chestnut Magnifico, e ottenere al suo posto il ruolo della protagonista Daring Do. Per questo motivo, Canter la allontana e le trova un lavoretto alternativo come tuttofare in un cinema. In quella circostanza, Juniper s'imbatte per caso in uno specchio magico che pare realizzare ogni suo desiderio. Indispettita dal fallimento del suo piano a causa di Twilight e dalle sue amiche, e invidiosa del loro successo, Juniper adopera i poteri dello specchio per intrappolare le ragazze in una dimensione parallela, e trasformarsi con il potere loro rubato in una gigantessa. Il peggio è sventato dall'intervento di Starlight Glimmer, che la convince ad abbandonare il risentimento e ad accettare l'amicizia di Twilight e delle altre. Doppiata da Ali Liebert (ed. inglese), Ludovica De Caro (ed. italiana).

### K-Lo e Su-Z
Kiwi Lollipop e Supernova Zap
Le due ragazze che formano il gruppo pop delle PostCrush, molto amato da Pinkie Pie e Sunset Shimmer. Stando a queste ultime, K-Lo è "quella ganza" e Su-Z "quella pazzerella". Dopo aver cancellato il loro ultimo tour ed essersi prese una pausa di durata indefinita, le PostCrush si esibiscono nuovamente allo "Starswirled Music Festival", alla presenza di Sunset e delle altre. Quest'ultima, però, si ritroverà a rivivere a oltranza la giornata, fino a scoprire con l'aiuto di Pinkie e di Princess Twilight che a causare le ripetizioni temporali sono proprio K-Lo e Su-Z, venute in possesso di un artefatto di Equestria. Le due popstar, confrontate da Sunset e Pinkie, ammettono che desideravano creare il "concerto perfetto", e intendevano ripetere l'esibizione fino ad ottenerlo. Le due finiranno con il pentirsi delle loro azioni ed esibirsi per l'ultima iterazione del concerto al fianco di Sunset e Pinkie. Doppiate da Lili Beaudoin (K-Lo), Mariee Devereux (Su-Z) (ed. inglese).

### Princess Twilight Sparkle
La versione pony di Twilight Sparkle (che assume però forma umana attraversando il portale da Equestria al mondo di Equestria Girls) ha un ruolo primario nei primi due lungometraggi della serie, ma le sue apparizioni si fanno successivamente più sporadiche. Ciononostante, Princess Twilight rimane un costante riferimento per Sunset Shimmer, che continua a intrattenere con lei un rapporto epistolare tramite il suo diario magico. Inoltre, Sunset, Twilight e Rainbow faranno visita alla principessa in occasione delle vacanze primaverili, dopo aver scoperto un portale per Equestria sotto una falda di sabbie mobili in un'isoletta disabitata. Doppiata da Tara Strong (ed. inglese), Emanuela Pacotto (ed. italiana).

### Spike il drago
Il fedele draghetto assistente di Princess Twilight, segue quest'ultima nel mondo di Equestria Girls in entrambe le sue visite. Attraversare il portale da Equestria al mondo di Equestria Girls provoca in lui la trasformazione in un cane, sebbene mantenga la facoltà di parlare. Analogamente a "Sci-Twi" e Princess Twilight, il suo ruolo viene in seguito assunto da Spike il cane. Doppiato da Cathy Weseluck (ed. inglese), Tania De Domenico (ed. italiana).

### Timber Spruce
Il fratello minore di Gloriosa Daisy, la aiuta a gestire il campeggio Camp Everfree e a intrattenere i campeggiatori. In particolare, è inizialmente l'unico a conoscenza delle pietre magiche rinvenute dalla sorella, nonché del fatto che ella le stia usando, pur contro i suoi consigli, nel tentativo di salvare il campeggio dal fallimento economico. Per giustificare alcuni eventi insoliti provocati dai poteri di Gloriosa, nel tentativo di proteggerla, racconta agli studenti della Canterlot High la leggenda di Gaea Everfree, uno spirito della foresta che infesterebbe il campeggio; tuttavia, questo non fa che adirare Gloriosa con lui per aver spaventato i campeggiatori.
Nutre un'evidente cotta per la versione umana di Twilight, che da parte sua ricambia. Doppiato da Brian Doe (ed. inglese), Jacopo Calatroni (ed. italiana).

### Trixie
Una ragazza liceale dalla pelle azzurra. Come la sua controparte pony, Trixie sogna di essere apprezzata per le sue doti di prestigiatrice, e si definisce "la grande e formidabile" (great and powerful) Trixie, parlando di sé in terza persona. Al tempo stesso, Trixie si rende conto di darsi più arie di quante si meriti, ed è rattristata dal fatto di non essere vista dagli altri nel modo in cui lei vede se stessa. Dopo un'iniziale divergenza di vedute, causata dal rifiuto di Sunset Shimmer d'includere Trixie nell'annuario scolastico, le due diventeranno "grandi e formidabili" amiche. Doppiata da Kathleen Barr (ed. inglese), Marisa Della Pasqua (prima voce ed. italiana) e Renata Bertolas (seconda voce).

### Vignette Valencia
Una ragazza del mondo al di là dello specchio, molto intraprendente e popolare sul web, ma anche egocentrica. Durante l'organizzazione della parata di inaugurazione del suo parco divertimenti "Equestria Land", il suo smartphone viene posseduto dalla magia di Equestria, permettendole di far sparire tutto ciò che fotografa e rimpiazzarlo con l'ologramma di qualsiasi cosa desideri.
Dopo aver assunto Rarity come stilista per la parata, e dopo aver scoperto che ella è un membro delle popolari Rainbooms, Vignette decide di far esibire il gruppo alla parata. Ben presto, però, Vignette comincia a imporre alle Rainbooms la propria idea del ruolo, vestiario e aspetto più adatto a loro; al loro rifiuto, Vignette le fa sparire una ad una, intendendo rimpiazzarle con ologrammi più consoni ai suoi gusti. Quando Applejack, unica superstite, scopre le macchinazioni di Vignette e corre a liberare le sue amiche, queste si trasformano grazie al potere dei propri geodi magici e distruggono lo smartphone di Vignette, facendo sparire gli ologrammi. Vignette finisce col pentirsi della propria condotta, guadagnandosi così l'amicizia di Applejack e Rarity. Doppiata da Tegan Moss (ed. inglese), Jolanda Granato (ed. italiana)

### Wallflower Blush
Una studentessa della Canterlot High School. Introversa e costantemente ignorata da tutti, trova conforto nel club di giardinaggio da lei fondato, di cui è il solo membro. Un giorno, scavando nel giardino della scuola, rinviene un'antica roccia, la Memory Stone ("pietra della memoria") ivi sepolta da Giglio Ingegnoso nell'epoca precedente alla fondazione di Equestria. La pietra, dotata di poteri magici, fu adoperata in passato da una «strega malvagia» per cancellare i ricordi dei pony, almeno fino a che Giglio non riuscì a impossessarsene. Sapendo che i ricordi cancellati sarebbero stati perduti per sempre dopo il terzo giorno, Giglio non si premurò di distruggere la pietra, limitandosi invece a seppellirla. Dopo aver trovato la Memory Stone, Wallflower inizia a farne un uso relativamente modesto, cancellando conversazioni o momenti imbarazzanti, ma con il tempo si lascia trasportare sempre di più dal potere magico, fino a cercare vendetta su Sunset Shimmer — sempre al centro dell'attenzione e benvoluta da tutti. A tale scopo, la ragazza decide di rimuovere dagli studenti della Canterlot High tutti i ricordi di Sunset Shimmer a seguito del suo riscatto dopo gli eventi di My Little Pony - Equestria Girls, di modo che Sunset torni a essere vista come la bulletta più temuta e odiata della scuola.
Quando Sunset scopre la verità, Wallflower, avendo constatato che malgrado i suoi sforzi non stava riuscendo a screditare completamente Sunset, tenta di cancellare dalla memoria di Twilight e delle sue amiche ogni singolo ricordo relativo agli anni del liceo, trasformandole in perfette sconosciute. Tuttavia, dopo che Sunset fa loro da scudo con il proprio corpo, Twilight e le altre riconoscono in lei una vera amica, e attingendo al potere dei loro pendenti magici (ottenuti durante gli eventi narrati in Legend of Everfree) distruggono la Memory Stone, ripristinando i ricordi di tutti. Wallflower viene perdonata da Sunset, che riconosce di avere ingiustamente mancato di attenzione verso la compagna di scuola. Doppiata da Shannon Chan-Kent (ed. inglese), Giulia Bersani (ed. italiana).

## Altri personaggi
I seguenti sono personaggi che hanno un ruolo secondario in almeno un medio- o lungometraggio della serie.

### Cadance
Signorina Cadance
La signorina Cadance (Dean Cadance in originale) è la preside di facoltà alla Crystal Prep Academy. Preoccupata per l'isolamento volontario di Twilight Sparkle, le suggerisce di riconsiderare la sua decisione di prendere parte a un programma indipendente di studi, e provare piuttosto a farsi degli amici, ed è molto felice quando Twilight, dopo i Chroniathlon, decide di trasferirsi alla Canterlot High School e seguire il suo consiglio. Doppiata da Britt McKillip (ed. inglese), Marisa Della Pasqua (ed. italiana).

### Canter Zoom
Un direttore cinematografico, regista di un film dedicato alla controparte umana di Daring Do, interpretata da Chestnut Magnifico, nonché lo zio di Juniper Montage. Quando viene a sapere che quest'ultima ha sabotato la produzione del film per invidia nei confronti dell'attrice, pur perdonandole la bravata le fa divieto di metter piede sul set cinematografico, e le trova un lavoro come commessa al cinema del centro commerciale. Doppiato da Andy Toth (ed. inglese).

### Chestnut Magnifico
Un'attrice, protagonista del film su Daring Do diretto da Canter Zoom. Alquanto volitiva e irascibile, minaccia d'interrompere il contratto a seguito dei continui contrattempi provocati (a insaputa di tutti) dai sabotaggi di Juniper Montage e dalla completa sparizione, provocata da Pinkie Pie e da Spike, dei suoi dolciumi preferiti. Doppiata da Kira Tozer (ed. inglese).